# Takako Hashimoto
Hashimoto Takako (橋本 多佳子), née le 15 janvier 1899 à Tokyo et morte le 29 mai 1963, est une poétesse japonaise de haiku active durant l'ère Shōwa.

## Biographie
Hashimoto Takako naît le 15 janvier 1899 à Hongō, un quartier de Tokyo, avec le nom Yamatani Tama (山谷 多満). Elle fréquente la section de peinture japonaise de l'école des arts Kikuzawa pour filles et arrête là ses études.
En 1917, elle épouse le riche architecte Hashimoto Toyojirō (橋本 豊次郎) dans la maison duquel elle organise des « rencontres culturelles ». Introduite à la poésie haiku par Hisajo Sugita, elle est élève de Seishi Yamaguchi. Elle laisse derrière elle un grand nombre de poèmes d'amour passionnés. Elle a également été rédactrice de la revue de haïku intitulée Shichiyō (七曜, Sept jours de la semaine).

## Collections de Haiku (sélection)
- Umitsubame (海燕, Sterne?), janvier 1941.
- Shinano (信濃?), juin 1951.
- Kōshi (紅絲, Fil rouge?), juin 1951.
- Umihiko (海彦?), février 1957.
- Myōjū (命終, Fin de vie?), mai 1965.
- Hashimoto Takako Kushū (橋本多佳子句集, Takako Hashimoto – collection de Haiku?), février 1966.
- Hashimoto Takako Zenkushū (橋本多佳子全句集, Takako Hashimoto – intégrale Haiku?), avril 1977.